# Vörös gazella
A vörös gazella vagy algériai gazella (Eudorcas rufina, korábban Gazella rufina) az emlősök (Mammalia) osztályának párosujjú patások (Artiodactyla) rendjébe, ezen belül a tülkösszarvúak (Bovidae) családjába és az antilopformák (Antilopinae) alcsaládjába tartozó faj.
Mivel csak három vásárolt példányáról ismert (és az egyik DNS bizonyítottan vöröshomlokú gazella (Eudorcas rufifrons)), és a vadonban nem látták, kétséges, hogy valóban különálló fajról van-e szó.

## Előfordulása
Marokkóban és Algéria északi részén élt egykor, az Atlasz-hegység alacsonyabb régióinak füves területein.

## Ismert példányai
Összesen három preparált egyede maradt meg a múzeumokban, melyeket állítólag a 19. században ejtettek el Algéria északi részén Algír és Orán környékén. Ezek jelenleg Párizs és London természettudományi gyűjteményeiben vannak.